# District municipal d'Obuasi
Le district municipal d'Obuasi est l’un des 21 districts de la Région d'Ashanti au Ghana.